# Maasia hypoleuca
Maasia hypoleuca (Hook.f. & Thomson) Mols, Kessler & Rogstad – gatunek rośliny z rodziny flaszowcowatych (Annonaceae Juss.). Występuje naturalnie w Malezji oraz Indonezji (na Sumatrze, Celebes oraz w Kalimantanie). 

## Morfologia
PokrójZimozielone drzewo dorastające do 30 m wysokości. Kora jest gładka i łuszcząca się, ma brązową barwę.
KwiatyPłatki mają żółtą barwę.
OwocePojedyncze mają podłużnie eliptyczny kształt, zebrane po 2–3 w owoc zbiorowy. Mają czarną barwę.
Gatunki podobneRoślina jest podobna do gatunku Maasia glauca.

## Biologia i ekologia
Rośnie w wilgotnych lasach podzwrotnikowych (częściowo zimozielonych). Występuje na wysokości do 1000 m n.p.m.